# Atanasi d'Atos
|  | Per a altres significats, vegeu «Atanasi». |

Atanasi d'Atos, de Trebisonda o l'Atonita (Trebisonda, Turquia, ca. 920 - Kariés, Mont Atos, Grècia, 5 de juny de 1003) va ser un monjo basilià, fundador de la República Monàstica del Mont Atos i una de les figures fonamentals del monaquisme oriental. És venerat com a sant en les esglésies ortodoxes.

## Biografia
Nascut a Trebisonda amb el nom d'Abraham (Abraamios), en una família de l'aristocràcia romana d'Orient originària d'Antioquia de l'Orontes. Orfe de jove, va ésser educat per un parent de la seva mare, personatge també important a la ciutat, que l'envià a Constantinoble a estudiar. Professor a la capital, hi va conèixer Miquel Maleinos, hegúmen (abat) d'un monestir al mont Kyminas de Bitínia. Arran d'aquesta trobada, la vocació monàstica va néixer al jove i va retirar-se al monestir de Miquel, prenent el nom de religió d'Atanasi. Al monestir conegué Nicèfor II, futur emperador romà d'Orient.
Volia fer vida eremítica i volgué aïllar-se del tot, només amb dos llibres i la caputxa de monjo com a béns. Es refugià al mont Atos, al nord de Grècia, on hi havia ja molts eremites. Nicèfor II l'hi trobà en 960 i el va convèncer que l'acompanyés a la campanya de Creta, que volia foragitar-ne els musulmans. Així ho va fer i en record de la victòria, l'emperador donà a Atanasi mitjans per construir una església dedicada a la Mare de Déu a l'Atos.

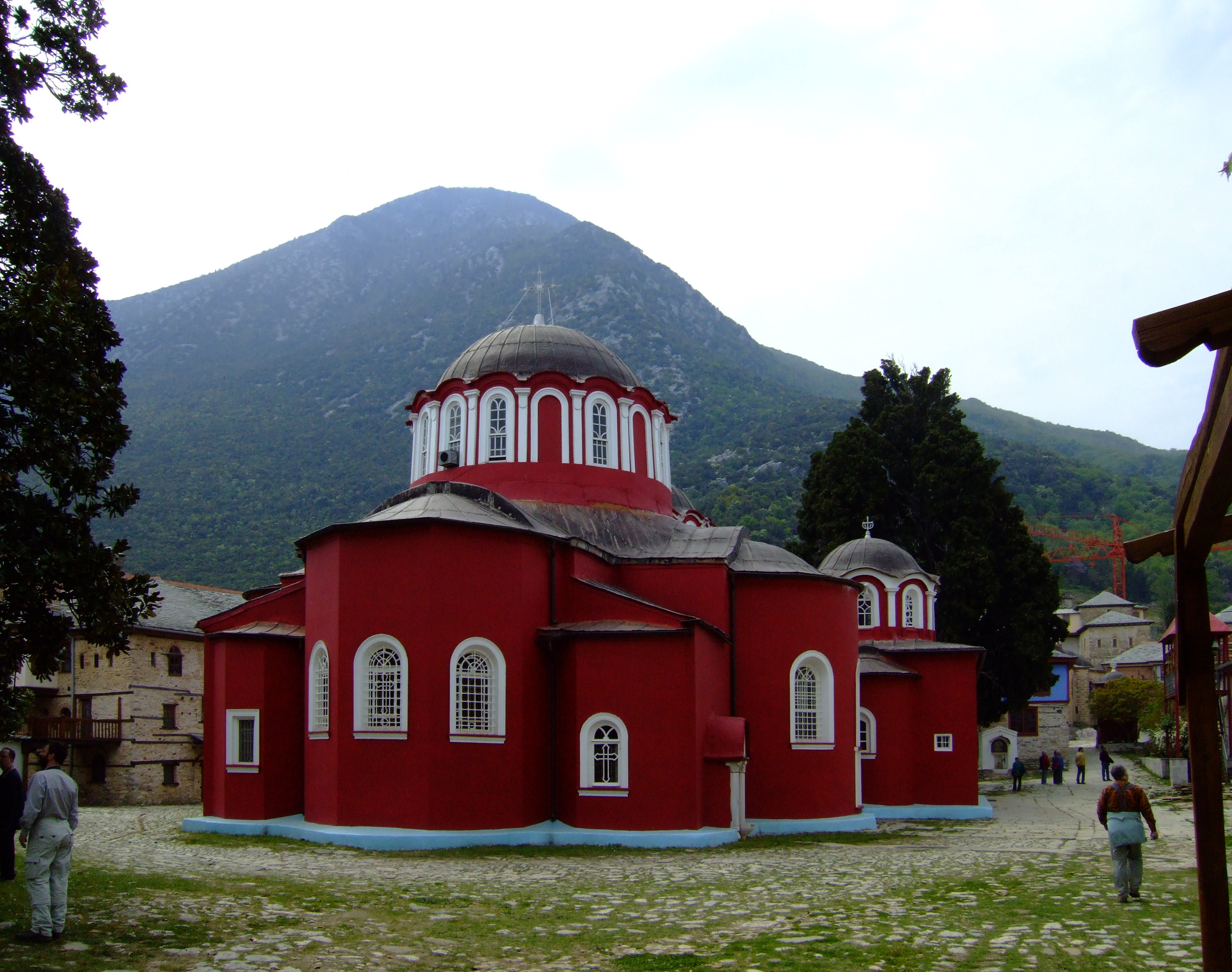
Església de la Gran Lavra, on és enterrat Atanasi.

Començada el 962, és l'església del Protaton de Kariés. L'any següent, va fundar-hi el Monestir de la Gran Laura (literalment, "gran monestir"), on encara avui viuen monjos eremites i dedicada ara a Sant Atanasi, el fundador, que hi jeu sebollit. Al monestir ingressaren diversos skita (eremites que passaven a viure en comunitat, de tipus semieremític). Aquest nou tipus de vida, en el qual els eremites feien algunes activitats en comunitat i vivien agrupats, va ésser polèmic entre els ermitans de la muntanya i Atanasi marxà a Xipre durant un temps, fugint del conflicte. Una visió el va fer tornar-hi i esdevingué abat de la Gran Lavra, on escrigué el típicon o regla de vida monàstica, basada en les dels monjos Teodor Estudita i Basili el Gran.
L'emperador Joan I Tsimiscés, assabentat de la polèmica aixecada, hi envià l'inspector Eutimi, que aprovà la reforma d'Atanasi, que fou confirmada per l'emperador el 971. Amb el suport de la cort, Atanasi continuà construint monestirs, treballant-hi físicament com a manobre i fuster. Amb altres cinc monjos, morí quan la coberta d'una església que estaven construint s'esfondrà sobre seu, el 5 de juny de 1003.